# Botanophila clavata
Botanophila clavata är en tvåvingeart som först beskrevs av Willi Hennig 1970.  Botanophila clavata ingår i släktet Botanophila och familjen blomsterflugor. Inga underarter finns listade i Catalogue of Life.